# Адельманнсфельден
Адельманнсфельден (нім. Adelmannsfelden) — громада в Німеччині, знаходиться в землі Баден-Вюртемберг. Підпорядковується адміністративному округу Штутгарт. Входить до складу району Східний Альб.
Площа — 22,90 км2. Населення становить 1710 ос. (станом на 31 грудня 2020).